# Estación Diagonal Biobío
Diagonal Biobío es una estación de la Línea 2 del Biotrén, en el subramal Concepción-Curanilahue. Se ubica en San Pedro de la Paz, en el eje Pedro Aguirre Cerda, con la intersección de la Avenida Diagonal Biobío, Villa El Conquistador (Sector Candelaria). 

## Tiempos de recorrido
De Estación Diagonal Biobío a:
- Estación Intermodal Concepción: 9 Minutos
- Estación Intermodal El Arenal: 35 Minutos (incluyendo combinación L2|L1)
- Estación Intermodal Chiguayante: 20 Minutos (incluyendo combinación L2|L1)
- Estación Terminal Hualqui: 39 Minutos (incluyendo combinación L2|L1)
- Estación Terminal Mercado: 39 Minutos (incluyendo combinación L2|L1)
- Estación Lomas Coloradas: 11 Minutos
- Estación Intermodal Coronel: 33 Minutos